# Віктор Луї
Луї-Нікола Луї, відомий як Віктор Луї (10 травня 1731, Париж, Франція — 2 липня 1800, там само) — французький архітектор, творець Великого театру в Бордо.

## Життєпис
Луї-Нікола народився 10 травня 1731 року в Парижі. Його батько був муляром і підприємцем.
Від 1765 року архітектор почав підписуватися ім'ям Віктор.
1746 року, ще не досягши належного шістнадцятиліття, вступив до Королівської школи архітектури. Його викладачем став Луї-Адам Лоріо, член Королівської академії архітектури. Через дев'ять років навчання, 1755 року, здобув золоту медаль, яка дала йому право на поїздку до Рима (Римська премія). Від 1756 до 1759 року проживав у палаці Манчіні. Там він був співучнем Жана-Оноре Фраґонара та Юбера Робера. Художник Натуар, який очолював Французьку академію в Римі, не оцінив Віктора Луї, який вирізнявся «характером неслухняним і захопливим» і впадав у борги. Але Луї наполегливо працював, захоплений давнім Римом. Також захоплювався сучасним Римом. Його надихали твори Берніні грандіозними композиціями.
Спочатку спеціалізувався на релігійних замовленнях, потім збудував багато приватних резиденцій.
Маршал Рішельє, внучатий племінник кардинала, якому Віктор Луї перебудував особняк у Парижі, запросив його до Бордо для будівництва міського театру. У Бордо він став франкмасоном і видатним членом масонської ложі la Française Élue à l'Orient d'Aquitaine. Згодом отримав багато замовлень на будівництво замків у Бордо. Філіп Орлеанський, Великий Майстер франкмасонів, який приїхав у Бордо на закладення першого каменя Великого театру, замовив Луї першу перебудову галереї Пале-Рояля.
20 липня 1770 року одружився з Марі-Емманюель Байон, піаністкою та композиторкою. 1774 року в них народилася дочка — Марі-Елен-Віктуар.

## Основні роботи
- 1760: каплиця чистилища в церкві Святої Маргарити[fr] в XI окрузі Парижа
- 1760: каплиця та ґанок бенедиктинського монастиря в XI окрузі Парижа (зруйновані)
- 1767—1773: прикраса хорів Шартрського собору Богоматері
- 1771—1779: колишнє інтендантство Франш-Конте в Безансоні, спільно з Ніколя Ніколем
- 1772—1778: замок Ла-Рошетт (Сена і Марна), поблизу Мелена
- 1773—1780: Великий театр у Бордо
- 1773: приватний особняк Буає-Фонфред[fr] у Безансоні
- 1774: замок Віразей (Ло і Гаронна)
- 1774 року: особняк Ламолер[fr] (Бордо)
- 1775—1777: старий особняк префектури Бордо (до 1993 року)
- 1776—1778: замок Сен-Мор у Аржан-сюр-Сольдрі
- 1778: замок Тозья в Градіньяні та замок Англад в Ізоні
- 1780: замок Лаїт у Монкрабо
- 1782—1787: розширення церкви Сен-Елуа в Дюнкерку
- 1783: замок Раба в Талансі
- 1785: замок Фільєр у Гомервілі
- 1786—1787: замок Буїль в Сент-Андре-де-Кюбзаку
- 1786—1790: галереї та зал Рішелье в Комеді Франсез у палаці Пале-Рояль у Парижі
- 1787—1789: замок л'Оспіталь у Портетсі
- 1788—1792: особняк Мот-Санген в Орлеані
- 1791: придбав монастир, перетворений на маєток
- 1792—1793: Національний театр[de] на вулиці Права (вул. Рішельє[fr]; знесений у 1820-х роках
- 1792—1794: замок Анкло в Пінеї
- ?: Замок Рабо у Боммі

## Великий театр у Бордо

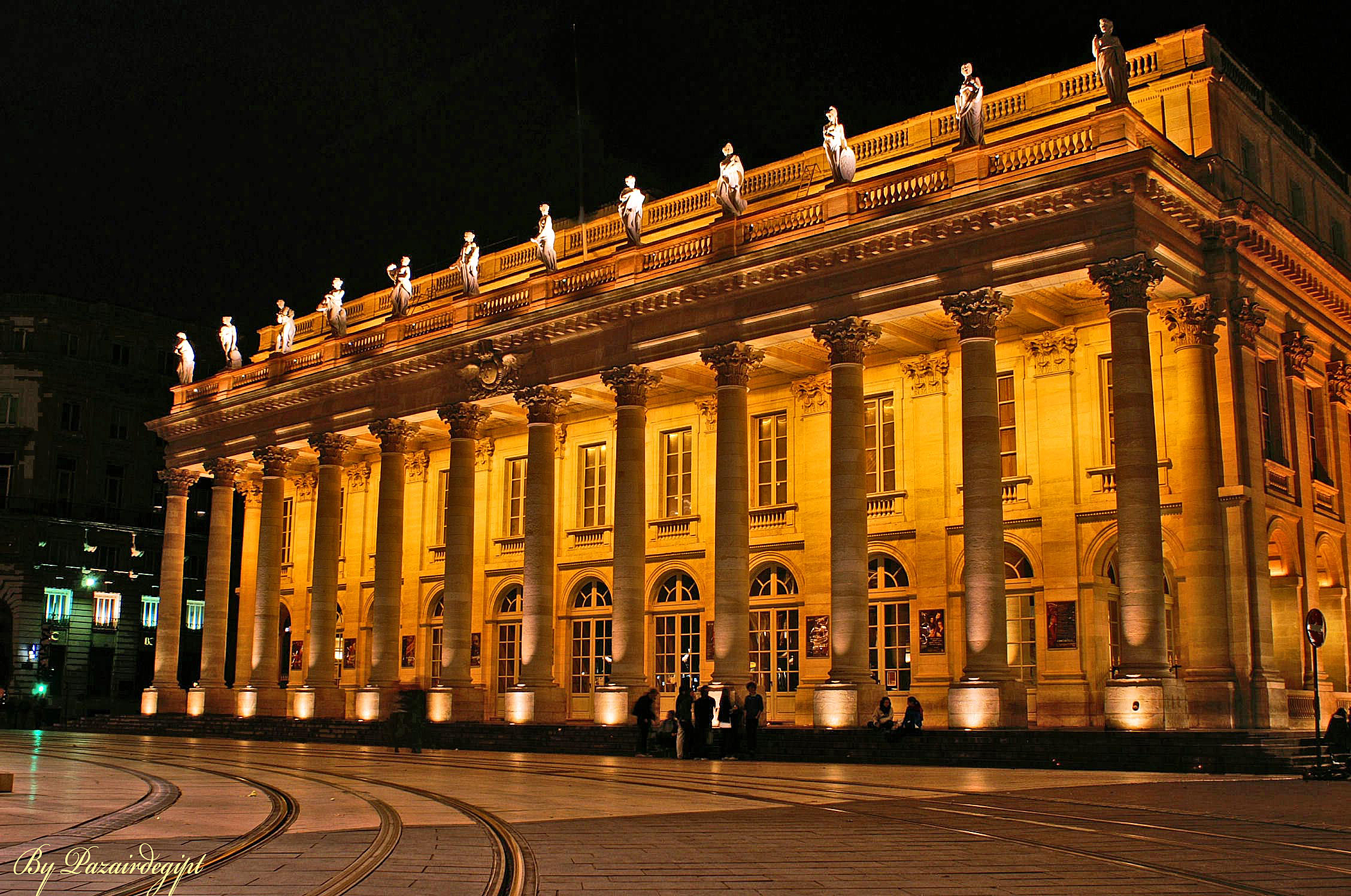
Театр Бордо

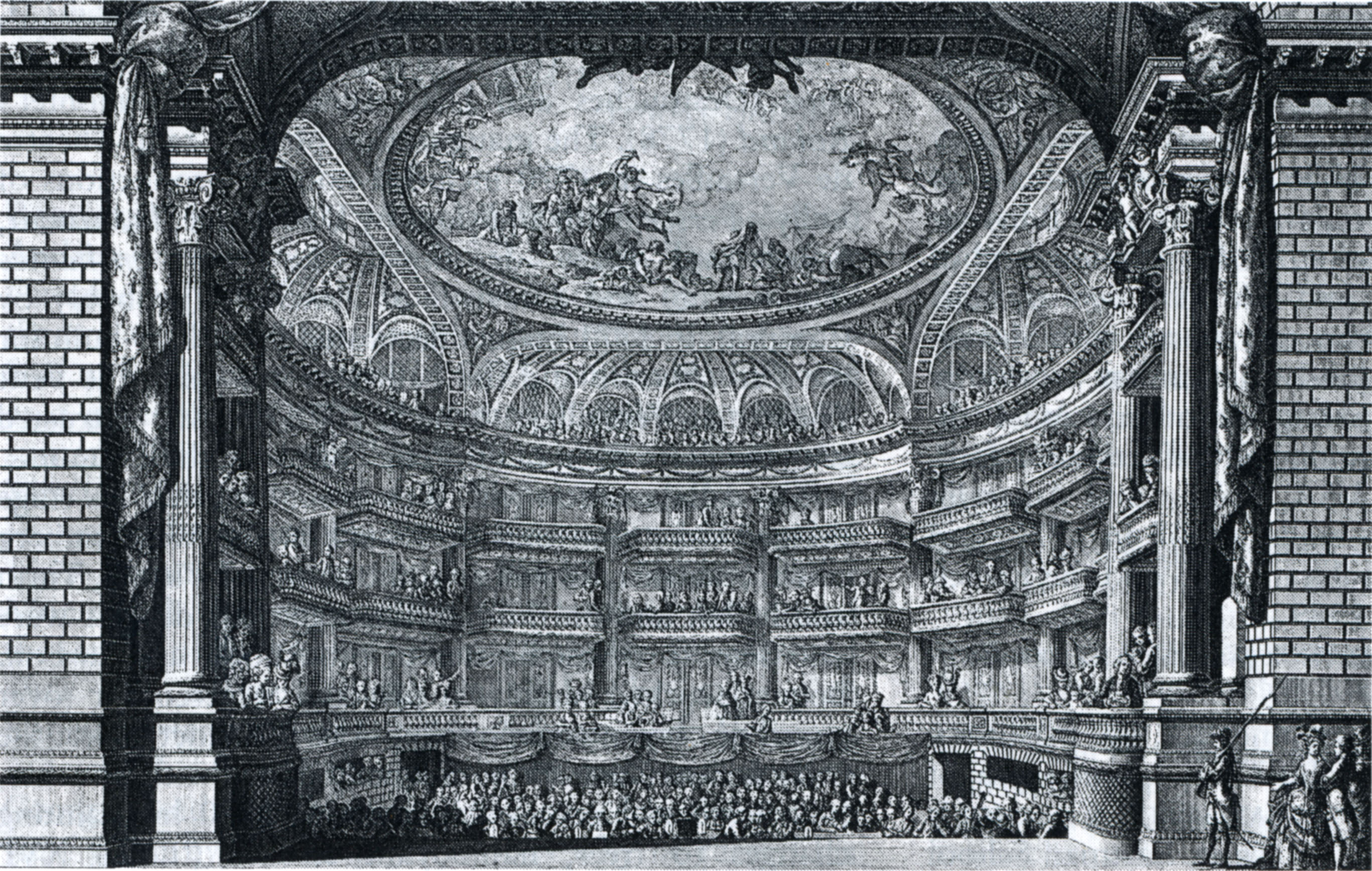
Інтер'єр театру

Будівництво театру задумано після того, як попередню будівлю знищила пожежа 1755 року. Ініціатором виступив маршал де Рішельє, який очолював провінцію. Будівництво тривало шість років. Новий театр, що відкрився 7 квітня 1780, став шедевром французької театральної архітектури.
Театр розташований на міській площі і виходить одразу на три головні вулиці міста. У плані будівля прямокутна зі сторонами 46,3 х 85 м. Із трьох боків оточений портиком. Використано колони коринфського ордера. Над колонами розташовано статуї дев'яти муз та трьох богинь. Велику увагу при оздобленні будівлі архітектор приділив підбору облицювального каменю.
До зали для глядачів ведуть парадні сходи, прикрашені статуями Мельпомени й Талії. Атріум театру перекрито куполом.
Архітектор застосував нове перекриття зали, що спирається на чотири колони в залі. Купол зали розписав Робен. У плані зал підковоподібний. Спочатку був розрахований на 1700 місць.